# Ethereum
Ethereum (від англ. Ether [iːθə] — «етер», код ETH), Етеріум, (часто просто «етер» або «ефір») — криптовалюта та платформа для створення децентралізованих онлайн-сервісів (DApps) на базі блокчейна, що працюють на базі розумних контрактів. Реалізована як єдина децентралізована віртуальна машина. Ідея була сформована Віталіком Бутеріном 2013 року. ETH є рідною валютою для платформи Ethereum, а також працює як плата за транзакцію майнерам у мережі Ethereum.
Ethereum є піонером у використанні розумних або інтелектуальних контрактів на основі блокчейнів. При запуску на блокчейн розумний контракт стає схожим на самостійну комп'ютерну програму, яка автоматично виконується, коли виконуються певні умови. На блокчейн розумні контракти дозволяють коду працювати точно, як запрограмований без будь-якої можливості простою, цензури, шахрайства або втручання третіх сторін. Вона може сприяти обміну грошей, змісту, власності, акцій або будь-яких інших цінностей.
Мережа Ethereum вийшла на ринок 30 липня 2015 року, з випуском перших 72 мільйонів Ethereum. Оскільки Ethereum сильно спрощує і здешевлює впровадження блокчейна, його впроваджують як великі гравці, такі як Microsoft, IBM, Acronis, банківський консорціум R3, так і нові стартапи.
Винахідник і співзасновник компанії Apple Стів Возняк заявив, що Ethereum може стати настільки ж впливовим, як Apple у довгостроковій перспективі.

## Історія
Етеріум був спочатку описаний в білій книзі Бутеріним наприкінці 2013 року. Співзасновниками стали Гевін Вуд (Gavin Wood), Чарльз Госкінсон (Charles Hoskinson), Міхай Алізе (Mihai Alisie), Ентоні Ді Іоріо (Anthony Di Iorio) та Джозеф Любін (Joseph Lubin). Проєкт зробили публічним, а до розробки підключилися й інші учасники. На початку 2014 року команда заснувала компанію Ethereum Switzerland GmbH у Швейцарії. Бутерін обґрунтував такий вибір тим, що у Швейцарії ліберальні закони стосовно криптовалют і багато потенційних замовників.
У квітні 2014 року, Ethereum був формально описаний Гевіном Вудом у так званій «жовтій книзі». Приблизно в той же час, Ethereum неформально описувався як платформа «наступного покоління біткойнів» (або «біткойни 2.0»).
У другій половині 2014 року було розпочато збір коштів на розробку через краудфандинг. Для фінансової розробки було запропоновано початкову кількість 60 102 216 Етеру через 42-денну первинну публічну пропозицію, за що було отримано 31 591 біткойнів, що на той момент було еквівалентно майже $18,5 млн. Після цього Ethereum привернув увагу багатьох банків як платформа для розумних контрактів. Блокчейн Ethereum був запущений 30 липня 2015 року.
14 березня 2016 року, Ethereum вийшов з ранньої альфа-версії Frontier, в якій розробники не гарантували безпеку. Нова версія протоколу, що зветься Homestead, також належить до ранньої, але вже стабільної версії.
Захист мережі за допомогою майнінгу передбачається тільки на початковому етапі. Надалі заплановано повний перехід на метод захисту proof-of-stake з гібридною моделлю на проміжному етапі. Попри це, є захист від створення ASIC внаслідок високих вимог до відеопам'яті GPU, що постійно зростає (1,4 Гб на березень 2016 року).
У 2016 році розподілена автономна організація The DAO, зібрала на краудфандингу близько $150 млн. Внаслідок уразливості програмного коду зловмиснику вдалось в червні того ж року викрасти криптовалюти приблизно на $50 млн. Ця подія спричинила дуже інтенсивні дебати в спільноті з приводу повернення викрадених коштів. В результаті тривалого обговорення спільнота вирішила поділитись на дві: переважна більшість залишилася в проєкті Ethereum, а меншість перейшла в Ethereum Classic, яка і зберегла оригінальний блокчейн.
Після цього Ethereum довелось здійснювати форк іще двічі в четвертому кварталі 2016 року внаслідок атак.
У 2020 році Камілою Руссо була написана книга про створення Ethereum «Нескінченна машина». «Волл-стріт джорнел» назвав книгу Руссо «кращим введенням у світ Ethereum», а «Блумберг Бізнесвік» рекомендував її серед 49 найцікавіших книг у 2021 році. 2022 року оголошено, що кінокомпанія Рідлі Скотта займеться екранізацією книги.

### Ethereum 2.0
У 2022 році Ethereum завершив найбільше в історії оновлення протоколу. Розробники пішли від механізму консенсусу Proof-of-Work (PoW) до більш екологічного Proof-of-Stake (PoS). Фінальний етап отримав найменування Merge («злиття»), коли вже запущений ланцюжок Beacon Chain об'єднався з існуючим основним ланцюжком Ethereum.

### Інциденти
29-30 червня 2017 року зловмиснику вдалось взяти під контроль вебдомен сайту Classic Ether Wallet та перенаправити його на власний сервер. Зловмисник одразу взявся за викрадення облікових даних користувачів та викрадати валюту з їхніх гаманців. Всього йому вдалось викрасти ETC (Ethereum Classic) в еквіваленті близько $300 тис..
17 липня 2017 року під час ICO компанії Coindash зловмисникові вдалось здобути несанкціонований доступ до вебсайту компанії та змінити адресу гаманця компанії на власний. Всього на гаманець зловмисника було відправлено 43 438,45 ETH (близько $7,4 млн за тогочасним курсом). Однак через 2 місяці після зламу злочинці повернули компанії Coindash 10,000 ETH (приблизно 3 млн доларів).
20 липня 2017 року стало відомо, що невідомим зловмисникам вдалось скористатись уразливістю в клієнті для керування гаманцями Parity для крадіжки криптовалюти на суму $31,7 млн за тогочасним курсом. Вразливість з'явилась в останньому оновленні програми та пов'язана з гаманцями для багатьох користувачів, ключі доступу до яких є у декількох чоловік. В таких гаманцях транзакція відбувається лише зі схвалення більшості співвласників.
23 липня 2017 року невідомому зловмиснику вдалось викрасти випущені ICO (англ. Initial Coin Offering) компанії Veritaseum та обміняти їх на ETH в еквіваленті $8,4 млн. Отримані ним криптомонети були зараховані на два гаманці, звідки він розпочав процес відмивання зароблених грошей. Зловмиснику вдалось викрасти менш як 0,07 % від випущених на ICO токенів VERI.
6 листопада 2017 року, користувач служби GitHub з назвою devops199, випадково (за його словами) активував уразливість в гаманцях Parity з мультипідписом (англ. multi-sig). Внаслідок двох транзакцій на таких гаманцях було заморожено ETH вартістю понад $180–280 млн, в тому числі $90 млн, що належали співзасновнику Parity та колишнього головного інженера Etheruem Гевіну Вудсу. Розумний контракт з цією вадою був випущений за понад сто днів до того, 20 липня 2017 року, після виправлення попередньої вади в гаманцях з мультипідписом.

## Використання
Етеріум — це криптовалюта, але її «розумні контракти» можуть використовуватися в різних фінансових областях. Про свій інтерес до платформи заявили різні організації, включаючи Microsoft, IBM, JPMorgan Chase. Блумберг Бізнесвік стверджує, що розподілене програмне забезпечення Етеріум може бути використано всіма, кому потрібен захист від несанкціонованого втручання. «Ви можете спокійно робити бізнес з кимось, кого ви не знаєте, тому що умови прописані в розумному контракті, вбудованому в блокчейн».

### Обмін
Ethereum можна обміняти, як на фіатні гроші, так і на Bitcoin та іншу криптовалюту. Здебільшого, обміни відбуваються на онлайн-майданчиках обміну та криптобіржах. Популярність Ethereum зумовлена високою швидкістю підтвердження транзакції. Нові блоки в блокчейні Ethereum з'являються приблизно кожні 13 секунд. При високій комісії транзакція зможе потрапити в наступний блок. При середній комісії — приблизний час обробки транзакції становить в середньому 3 хвилини. При оплаті нижче середньої комісії, швидкість попадання буде залежати тільки від навантаження на мережу і збільшення чи зменшення навантаження. Деякі експлорери (наприклад, etherscan.io) дають інформацію про очікуваний час обробки транзакції, але необхідно розуміти, що це значення не є точним і може змінюватися залежно від ситуації.

## Ринкова вартість
9 листопада 2021 року вартість ethereum сягнула $4837. Від початку 2021 року він виріс на 550 %.
Ввечері 12 лютого 2024 року, курс ethereum на всіх великих біржах світу перевищив позначку $2500.

## Цікаві факти
- В Ethereum аналог Namecoin можна реалізувати п'ятьма рядками коду.
- У 2014 році Ethereum посідав друге місце за розміром суми, зібраної через краудфандинг.
- Дробові частки етеру названі на честь Гела Фінні (англ. Hal Finney), Ніка Сабо (англ. Nick Szabo) та Вей Дая (англ. Wai Dai).
- Ethereum є другою криптовалютою світу, яка на фоні загального зростання криптовалютного ринку встановлює історичні рекорди[27].
- Розробник iOS-джейлбрейка Cydia Джем Фрімен знайшов уразливість в обліковому записі проєкту Optimism, яка дозволяла створювати нескінченну кількість Ethereum. За виявлення проблеми його нагородили 2 млн доларів[29][30][31].